# Súng trường tự động

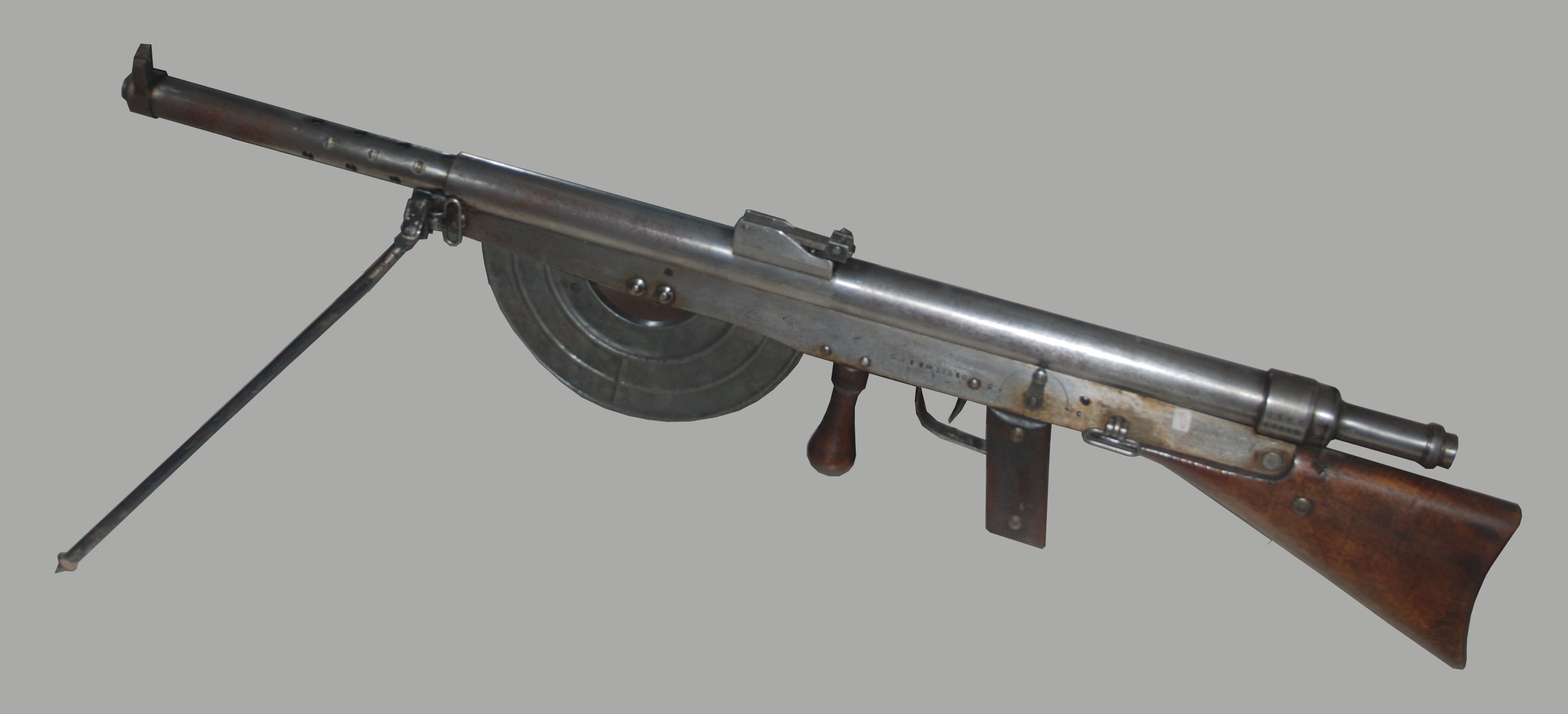
Súng trường tự động

Súng trường tự động là một loại súng trường có khả năng bắn tự động. Súng trường tự động là loại vũ khí bắn có khả năng chọn chế độ bắn bán tự động và tự động (một số súng trường tự động cũng có khả năng bắn điểm xạ). Súng trường tự động được phân biệt với súng trường bán tự động ở khả năng bắn liên tiếp nhiều phát sau khi bóp cò. Hầu hết các súng trường tự động được phân loại thêm thành súng trường chiến đấu hoặc súng trường tấn công.

## Lịch sử

### Cei-Rigotti
Súng trường tự động Cei-Rigotti của Ý, súng trường tự động đầu tiên trên thế giới.
Súng trường tự động đầu tiên trên thế giới là khẩu Cei-Rigotti của Ý. Được giới thiệu vào năm 1900, dùng đạn Carcano 6,5mm hoặc 7,65×53mm Nạp đạn bằng khí nén, có thể chọn chế độ bắn(Selective-fire), đã thu hút sự chú ý đáng kể vào thời điểm đó.Nó sử dụng ổ đạn 10, 20 và 50. Cei-Rigotti đã gặp một số thất bại, bao gồm cả việc thường xuyên bị kẹt đạn. Cuối cùng, không có Quân đội nào quan tâm đến thiết kế và khẩu súng trường đã bị loại bỏ trước khi nó có thể được phát triển thêm.